# はじまりの海
「はじまりの海」（はじまりのうみ）は、坂本真綾の22枚目のシングル。2013年7月31日にFlyingDogから発売された。

## 概要
坂本のシングルとしては前作「モアザンワーズ」から約1年ぶりのリリースとなる。
本曲は、テレビアニメ『たまゆら〜もあぐれっしぶ〜』のオープニングテーマとして使用された。制作に際し坂本は、作品の世界観に合ったノスタルジックな雰囲気を楽曲に反映させるため、大貫妙子の起用を考えたという。当初大貫に関しては作曲のみの予定であったが本人の希望で作詞も手掛ける運びとなった。曲調は一聴すると夏を感じさせる明るい感じだが、サビでは暗い雰囲気も含まれている。しかし歌詞は曲と異なり『もあぐれっしぶ』のヒロインの強い意志が反映されたポジティブなフレーズがちりばめられているという。
レコーディングではリズムとグルーヴ感を意識しないと上手く歌えないような構成になっているので今まで以上に集中したという。
ジャケットとPVの撮影は80年代を意識して行われた。PVは坂本がひたすら歩き続ける内容になっている。
シングルは初回限定盤（VTZL-68）と通常盤（VTCL-35160）の2種リリースで、初回限定盤には本曲のPVを収録したDVDが同梱されている。
シングルの2曲目「いつものところで」は、北川勝利から視た坂本をイメージしたかわいらしい曲で、歌詞にもかわいらしいフレーズがちりばめられている。なおレコーディングではスタッフからできるだけかわいく歌うよう指示されたという。
シングルの3曲目「おかえりなさい 〜acoustic ver.〜」は、前々作「おかえりなさい」を同アニメ監督の佐藤順一の依頼でアコースティック用に編曲したもので、『たまゆら〜もあぐれっしぶ〜』の挿入歌として使用された。原曲に比べシンプルに歌っている。
累計出荷枚数は1.1万枚。

## 収録曲
| #         | タイトル                          | 作詞      | 作曲       | 編曲      | 時間  |
| --------- | --------------------------------- | --------- | ---------- | --------- | ----- |
| 1.        | 「はじまりの海」                  | 大貫妙子  | 大貫妙子   | 森俊之    | 3:58  |
| 2.        | 「いつものところで」              | 坂本真綾  | 北川勝利   | 北川勝利  | 4:25  |
| 3.        | 「おかえりなさい」(acoustic ver.) | 坂本真綾  | 松任谷由実 | 笹子重治  | 5:37  |
| 4.        | 「メドレー"Roots of SSW"」(LIVE)  |           |            |           | 14:06 |
| 合計時間: | 合計時間:                         | 合計時間: | 合計時間:  | 合計時間: | 28:06 |

| #  | タイトル                                                            | 作詞 | 作曲・編曲 |
| -- | ------------------------------------------------------------------- | ---- | ---------- |
| 1. | 「はじまりの海」(music video)                                       |      |            |
| 2. | 「COUNTDOWN LIVE 2012→2013〜TOUR"ミツバチ"FINAL〜ダイジェスト映像」 |      |            |